# Kanton Moûtiers
Der Kanton Moûtiers ist seit 1860 ein französischer Wahlkreis im Département Savoie in der Region Auvergne-Rhône-Alpes. Er umfasst 18 Gemeinden im Arrondissement Albertville und hat seinen Hauptort (frz.: bureau centralisateur) in Moûtiers. Im Rahmen der landesweiten Neuordnung der Kantone 2015 wurde er mit dem Kanton Bozel zusammengelegt.

## Gemeinden
Der Kanton besteht aus 18 Gemeinden mit insgesamt 25.212 Einwohnern (Stand: 2022) auf einer Gesamtfläche von 861,37 km²:
| Gemeinde               | Einwohner 1. Januar 2022 | Fläche km² | Dichte Einw./km² | Code INSEE | Postleitzahl |
| ---------------------- | ------------------------ | ---------- | ---------------- | ---------- | ------------ |
| Bozel                  | 2.024                    | 28,80      | 70               | 73055      | 73350        |
| Brides-les-Bains       | 457                      | 2,63       | 174              | 73057      | 73570        |
| Champagny-en-Vanoise   | 545                      | 84,96      | 6                | 73071      | 73350        |
| Courchevel             | 2.295                    | 68,90      | 33               | 73227      | 73120        |
| Feissons-sur-Salins    | 174                      | 4,80       | 36               | 73113      | 73350        |
| Grand-Aigueblanche     | 3.794                    | 27,33      | 139              | 73003      | 73260        |
| Hautecour              | 298                      | 11,65      | 26               | 73131      | 73600        |
| La Léchère             | 2.536                    | 134,54     | 19               | 73187      | 73260        |
| Les Allues             | 1.750                    | 85,99      | 20               | 73015      | 73550        |
| Les Avanchers-Valmorel | 739                      | 21,93      | 34               | 73024      | 73260        |
| Les Belleville         | 3.488                    | 226,84     | 15               | 73257      | 73440, 73600 |
| Montagny               | 659                      | 13,26      | 50               | 73161      | 73350        |
| Moûtiers               | 3.482                    | 3,16       | 1.102            | 73181      | 73600        |
| Notre-Dame-du-Pré      | 256                      | 18,20      | 14               | 73190      | 73600        |
| Planay                 | 441                      | 22,41      | 20               | 73201      | 73350        |
| Pralognan-la-Vanoise   | 700                      | 88,57      | 8                | 73206      | 73710        |
| Saint-Marcel           | 615                      | 8,76       | 70               | 73253      | 73600        |
| Salins-Fontaine        | 959                      | 8,64       | 111              | 73284      | 73600        |
| Kanton Moûtiers        | 25.212                   | 861,37     | 29               | 7313       | –            |

Bis zur Neuordnung gehörten zum Kanton Moûtiers die 16 Gemeinden Aigueblanche, Bonneval, Feissons-sur-Isère, Fontaine-le-Puits, Hautecour, La Léchère, Le Bois, Les Avanchers-Valmorel, Moûtiers, Notre-Dame-du-Pré, Saint-Jean-de-Belleville, Saint-Marcel, Saint-Martin-de-Belleville, Saint-Oyen, Salins-les-Thermes und Villarlurin. Sein Zuschnitt entsprach einer Fläche von 461,05 km2. Er besaß vor 2015 einen anderen INSEE-Code als heute, nämlich 7320.

## Veränderungen im Gemeindebestand seit der landesweiten Neuordnung der Kantone
2019:
- Fusion Aigueblanche, Le Bois und Saint-Oyen → Grand-Aigueblanche
- Fusion Bonneval, Feissons-sur-Isère und La Léchère → La Léchère
- Fusion Les Belleville und Saint-Jean-de-Belleville → Les Belleville

2017: 
- Fusion La Perrière und Saint-Bon-Tarentaise → Courchevel

2016: 
- Fusion Saint-Martin-de-Belleville und Villarlurin → Les Belleville
- Fusion Fontaine-le-Puits und Salins-les-Thermes → Salins-Fontaine

## Bevölkerung
| Bevölkerungsentwicklung | Bevölkerungsentwicklung |
| Jahr                    | Einwohner               |
| ----------------------- | ----------------------- |
| 1968                    | 14 809                  |
| 1975                    | 15 671                  |
| 1982                    | 15 311                  |
| 1990                    | 16 089                  |
| 1999                    | 15 909                  |
| 2006                    | 16 943                  |
| 2011                    | 16 543                  |

## Politik
| Vertreter im Départementsrat | Vertreter im Départementsrat | Vertreter im Départementsrat |
| Amtszeit                     | Namen                        | Partei                       |
| ---------------------------- | ---------------------------- | ---------------------------- |
| 1994–2015                    | Hervé Gaymard                | UMP                          |
| 2015–                        | Jocelyne Abondance Pourcel   | LR                           |
| 2015–                        | Vincent Rolland              | LR                           |